# 안성일 (언론인)
안성일(安聖日, 1955년 ~ )은 대한민국의 MBC 기자로 활동했으며, 현재는 YTN 감사이다.

## 학력
- 서울대학교 수의학과 졸업

## 경력
- 現 YTN 감사
- 前 MBC 보도국 인터넷뉴스센터 센터장
- MBC 보도국 기자